# Godardia burgeoni
Godardia burgeoni är en fjärilsart som beskrevs av Le Cerf 1923. Godardia burgeoni ingår i släktet Godardia och familjen praktfjärilar. Inga underarter finns listade i Catalogue of Life.